# Paulicken
Paulicken, litauisch Paulikai, ist ein verlassener Ort im Rajon Krasnosnamensk der russischen Oblast Kaliningrad.
Die Ortsstelle befindet sich sieben Kilometer ostnordöstlich von Dobrowolsk (Pillkallen/Schloßberg) an der Regionalstraße 27A-012 (ex R 509) nach Kutusowo (Schirwindt).

## Geschichte

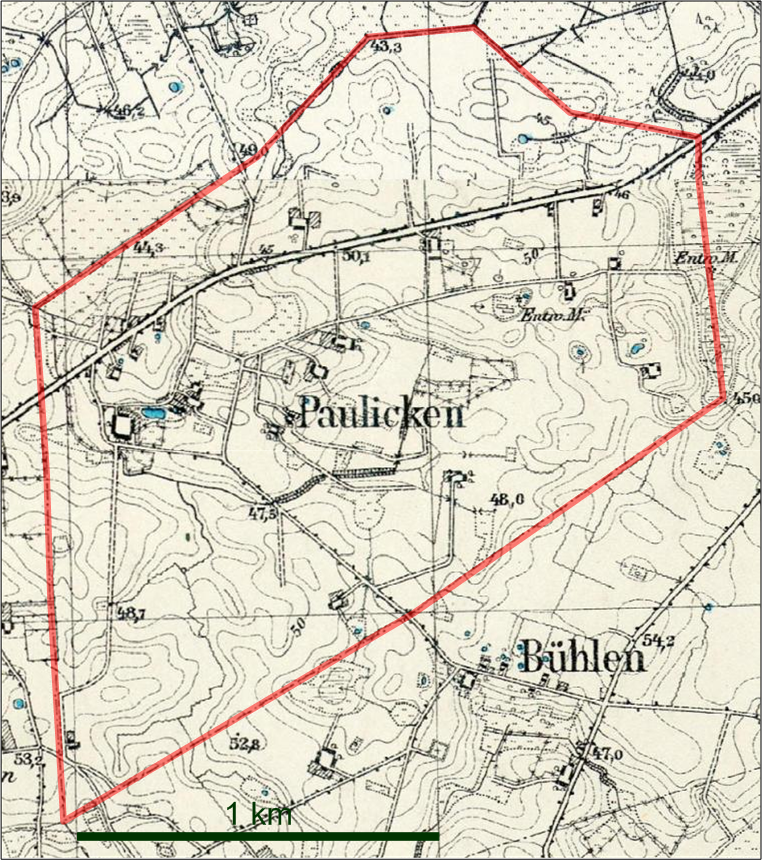
Die Landgemeinde Paulicken auf einem Messtischblatt von 1931

Um 1780 war Paulicken ein königliches Bauerndorf. 1874 wurde die Landgemeinde Paulicken in den neu gebildeten Amtsbezirk Willuhnen im Kreis Pillkallen eingegliedert. 1945 kam der Ort in Folge des Zweiten Weltkrieges mit dem nördlichen Ostpreußen zur Sowjetunion. Einen russischen Namen erhielt er nicht mehr.

### Einwohnerentwicklung
| Jahr | Einwohner |
| ---- | --------- |
| 1867 | 157       |
| 1871 | 149       |
| 1885 | 137       |
| 1905 | 139       |
| 1910 | 147       |
| 1933 | 122       |
| 1939 | 119       |

## Kirche
Paulicken gehörte zum evangelischen Kirchspiel Willuhnen.